# Liga ACT 2014
La temporada 2014 de la Liga ACT (conocida como Liga San Miguel por motivos de patrocinio) es la duodécima edición de la competición de traineras organizada por la Asociación de Clubes de Traineras. Compitieron 12 equipos encuadrados en un único grupo. La temporada regular comenzó el 29 de junio en Barcelona y terminó el 31 de agosto en Bilbao (Vizcaya). Posteriormente, se disputaron los play-off para el descenso a la Liga ARC o a la Liga LGT.

## Sistema de competición
La competición consta de tres tipos de regatas:
- Regatas puntuables: computan para la clasificación de la liga y todos los clubes deben participar en ellas.
- Regatas no puntuables: no computan para la clasificación de la liga y los clubes pueden no participar en ellas mediando causa justificada. En la temporada 2014, no hubo regatas de este tipo.
- Regatas de play-off: se disputan 2 regatas en la que participan el clasificado en undécimo lugar al finalizar y dos representantes de la Liga ARC y otros dos de la LGT. El clasificado en último lugar, desciende directamente.

En esta edición se disputaron 19 banderas durante la temporada regular y dos regatas de play-off. Todos los integrantes de la Liga ACT disputan las regatas puntuables excepto las dos últimas ya que éstas coinciden con el desarrollo de los play-off. En estas dos últimas regatas no participan los siguientes clasificados: el último, que desciende directamente a las ligas ARC o LGT, y los clasificados en los puestos noveno y décimo; el penúltimo clasificado rema en la tanda de los play-off por lo que estas banderas solo las disputan los ocho primeros clasificados tras la disputa de las 17 primeras regatas.

## Calendario

### Temporada regular
Las siguientes regatas tuvieron lugar en 2014.
| Orden | Regata                                                       | Fecha            | Hora  | Localidad            | Provincia  |
| ----- | ------------------------------------------------------------ | ---------------- | ----- | -------------------- | ---------- |
| 1     | II Bandera Euskadi Basque Country                            | 29 de junio      | 12:00 | Barcelona            | Barcelona  |
| 2     | II Bandera Nauta Sangenjo                                    | 5 de julio       | 18:00 | Sangenjo             | Pontevedra |
| 3     | I Bandera Concejo de Bueu                                    | 6 de julio       | 12:00 | Bueu                 | Pontevedra |
| 4     | IX Bandera Marina de Cudeyo-Gran Premio Dynasol              | 12 de julio      | 17:00 | Pedreña              | Cantabria  |
| 5     | III Bandera Eusko Label                                      | 13 de julio      | 12:20 | San Sebastián        | Guipúzcoa  |
| 6     | II Bandera La Caixa                                          | 19 de julio      | 18:15 | Pasajes de San Pedro | Guipúzcoa  |
| 7     | XXIV Bandera de Orio - II Bandera Orio Kanpina               | 20 de julio      | 12:15 | Orio                 | Guipúzcoa  |
| 8     | XXXVI Bandera de Guecho                                      | 26 de julio      | 18:15 | Guecho               | Vizcaya    |
| 9     | XXXI Bandera Petronor                                        | 27 de julio      | 12:15 | Ciérvana             | Vizcaya    |
| 10    | XXXII Bandera Concejo de Moaña - IV Gran Premio Fandicosta   | 9 de agosto      | 18:00 | Moaña                | Pontevedra |
| 11    | XXIV Bandera Concejo de Boiro                                | 10 de agosto     | 12:00 | Boiro                | La Coruña  |
| 12    | XXXVII Bandera de Zarauz (jornada 1)                         | 16 de agosto     | 18:15 | Zarauz               | Guipúzcoa  |
| 13    | XXXVII Bandera de Zarauz (jornada 2)                         | 17 de agosto     | 12:15 | Zarauz               | Guipúzcoa  |
| 14    | II Bandera Playas de Noja                                    | 23 de agosto     | 17:15 | Noja                 | Cantabria  |
| 15    | XXVI Bandera de Fuenterrabía - Gran Premio Mapfre            | 24 de agosto     | 12:00 | Fuenterrabía         | Guipúzcoa  |
| 16    | XXXIII Bandera Noble Villa de Portugalete - Mundobasket 2014 | 30 de agosto     | 18:00 | Portugalete          | Vizcaya    |
| 17    | V Bandera de Bilbao                                          | 31 de agosto     | 12:00 | Bilbao               | Vizcaya    |
| 18    | XXXII Bandera Villa de Bermeo                                | 20 de septiembre | 18:30 | Bermeo               | Vizcaya    |
| 19    | XL Bandera El Corte Inglés                                   | 21 de septiembre | 12:30 | Portugalete          | Vizcaya    |

### Play-off de ascenso a Liga ACT
| Orden | Regata      | Fecha            | Hora  | Provincia |
| ----- | ----------- | ---------------- | ----- | --------- |
| 1     | Bermeo      | 20 de septiembre | 18:00 | Vizcaya   |
| 2     | Portugalete | 21 de septiembre | 12:00 | Vizcaya   |

## Traineras participantes
| Equipo                  | Nombre de la Trainera | Localidad                  | Provincia  |
| ----------------------- | --------------------- | -------------------------- | ---------- |
| Cabo da Cruz            | Cabo da Cruz          | Boiro                      | La Coruña  |
| Tirán Pereira           | Ruly                  | Tirán (Moaña)              | Pontevedra |
| Astillero               | San José XIV          | El Astillero               | Cantabria  |
| Pedreña                 | Seve Ballesteros      | Pedreña (Marina de Cudeyo) | Cantabria  |
| Zierbena-Bahías Vizcaya | Zierbena              | Ciérvana                   | Vizcaya    |
| Portugalete-Eulen       | Jarrillera            | Portugalete                | Vizcaya    |
| Kaiku-Ambilamp          | Bizkaitarra           | Sestao                     | Vizcaya    |
| Urdaibai-Avia           | Bou Bizkaia           | Bermeo                     | Vizcaya    |
| Orio-Babyauto           | Txiki                 | Orio                       | Guipúzcoa  |
| San Pedro-Ecolmare      | Libia                 | Pasajes                    | Guipúzcoa  |
| San Juan-Iberdrola      | San Juan              | Pasajes                    | Guipúzcoa  |
| Hondarribia-Orsa        | Ama Guadalupekoa      | Fuenterrabía               | Guipúzcoa  |

 Los clubes participantes están ordenados geográficamente, de oeste a este 

### Equipos por provincia
| Provincia  | N. | Equipos                                                                         |
| ---------- | -- | ------------------------------------------------------------------------------- |
| Guipúzcoa  | 4  | Hondarribia-Orsa, Orio-Babyauto, San Juan-Iberdrola, San Pedro-Ecolmare         |
| Vizcaya    | 4  | Kaiku-Ambilamp, Portugalete-Eulen, Urdaibai-Umpro Avia, Zierbena-Bahías Vizcaya |
| Cantabria  | 2  | Astillero, Pedreña                                                              |
| Pontevedra | 1  | Tirán Pereira                                                                   |
| La Coruña  | 1  | Cabo da Cruz                                                                    |

### Ascensos y descensos
| Pos. | Ascendidos de ligas ARC 2013 y LGT 2013 |
| ---- | --------------------------------------- |
| 1.º  | Zierbena-Bahías Vizcaya                 |
| 2.º  | Cabo da Cruz                            |

| Pos. | Descendidos a liga ARC 2014 |
| ---- | --------------------------- |
| 11.º | Zumaia-Altuna y Uria        |
| 12.º | Castro                      |

     Ascenso después de play-off.

     Descenso directo ordinario.

     Descenso después de play-off.

## Clasificación

### Temporada regular
A continuación se recoge la clasificación en cada una de las regatas disputadas.
Los puntos se reparten entre los doce participantes en cada regata.
| Posición | 1.º | 2.º | 3.º | 4.º | 5.º | 6.º | 7.º | 8.º | 9.º | 10.º | 11.º | 12.º |
| Puntos   | 12  | 11  | 10  | 9   | 8   | 7   | 6   | 5   | 4   | 3    | 2    | 1    |

| Pos. | Club                    | Trainera         | 1 BCN | 2 SAN | 3 BUE | 4 CUD | 5 LAB | 6 CAX | 7 ORI | 8 GUE | 9 PET | 10 MOA | 11 BOI | 12 ZA1 | 13 ZA2 | 14 NOJ | 15 FUE | 16 POR | 17 BIL | 18 BER | 19 ING | Puntos |
| ---- | ----------------------- | ---------------- | ----- | ----- | ----- | ----- | ----- | ----- | ----- | ----- | ----- | ------ | ------ | ------ | ------ | ------ | ------ | ------ | ------ | ------ | ------ | ------ |
| 1    | Hondarribia-Orsa        | Ama Guadalupekoa | 5     | 3     | 3     | 1     | 2     | 1     | 3     | 1     | 2     | 1      | 2      | 3      | 4      | 1      | 2      | 3      | 1      | 1      | 5      | 203    |
| 2    | Orio-Babyauto           | Txiki            | 1     | 2     | 1     | 3     | 5     | 3     | 2     | 3     | 6     | 2      | 1      | 2      | 1      | 3      | 7      | 1      | 3      | 4      | 4      | 193    |
| 3    | Kaiku-Ambilamp          | Bizkaitarra      | 3     | 4     | 4     | 9     | 1     | 2     | 9     | 2     | 3     | 3      | 5      | 1      | 1      | 10     | 4      | 2      | 11     | 2      | 1      | 170    |
| 4    | Cabo da Cruz            | Cabo da Cruz     | 9     | 8     | 8     | 4     | 10    | 4     | 6     | 5     | 11    | 4      | 3      | 7      | 7      | 5      | 9      | 5      | 9      | 3      | 2      | 128    |
| 5    | San Juan-Iberdrola      | Erreka           | 7     | 7     | 6     | 11    | 6     | 7     | 4     | 9     | 5     | 9      | 7      | 6      | 9      | 4      | 5      | 9      | 6      | 7      | 3      | 120    |
| 6    | Portugalete-Eulen       | Jarrillera       | 6     | 11    | 10    | 10    | 3     | 6     | 8     | 7     | 4     | 7      | 6      | 9      | 6      | 6      | 12     | 8      | 7      | 5      | 7      | 109    |
| 7    | Tirán Pereira           | Pereira          | 4     | 6     | 7     | 8     | 7     | 5     | 11    | 8     | 7     | 6      | 11     | 5      | 8      | 7      | 8      | 10     | 8      | 8      | 8      | 105    |
| 8    | Zierbena-Bahías Vizcaya | Zierbena         | 11    | 5     | 5     | 5     | 9     | 8     | 10    | 6     | 8     | 10     | 8      | 11     | 10     | 9      | 10     | 6      | 10     | 6      | 6      | 94     |
| 9    | San Pedro-Ecolmare      | Libia            | 10    | 9     | 11    | 7     | 8     | 11    | 5     | 11    | 9     | 11     | 12     | 8      | 5      | 11     | 3      | 7      | 5      | DNP    | DNP    | 78     |
| 10   | Urdaibai-Avia           | Bou Bizkaia      | 2     | 1     | 2     | 2     | 4     | 9     | 1     | 4     | 1     | 5      | 4      | 4      | 3      | 2      | 1      | 4      | 2      | DNP    | DNP    | 75     |
| 11   | Astillero               | San Jose XIV     | 8     | 10    | 9     | 6     | 11    | 10    | 7     | 10    | 10    | 8      | 9      | 10     | 11     | 8      | 6      | 11     | 4      | DNP    | DNP    | 73     |
| 12   | Pedreña                 | Seve Ballesteros | DSQ   | 12    | 12    | 12    | 12    | 12    | 12    | 12    | 12    | 12     | 10     | 12     | 12     | 12     | 11     | 12     | 12     | DNP    | DNP    | 19     |

| Color     | Resultado                        |
| --------- | -------------------------------- |
| Oro       | Ganador                          |
| Plata     | Segundo                          |
| Bronce    | Tercero                          |
| Verde     | Puntuó                           |
| Negro     | DSQ - Descalificado              |
| Sin color | DNP - Inscrito pero no participó |

El equipo de Urdaibai-Avia recibió una sanción de 95 puntos negativos y una multa de 24 000 euros por la infracción del reglamento antidopaje de la ACT.
Las traineras de Orio-Babyauto y Kaiku-Ambilamp cruzaron la meta con el mismo tiempo por lo que se concedió la victoria a ambos clubes.

### Play-off de ascenso a Liga ACT
La trainera de Astillero no regateó en los play-off pese a quedar en la undécima posición de acuerdo con la resolución del árbitro de la ACT que anuló el acuerdo previo del juez de la competición. El reglamento de la Liga ACT recogía que debe haber un representante de Cantabria siempre que se cumpliesen unas determinadas condiciones.
Los puntos se reparten entre los cuatro participantes en cada regata.
| Posición | 1.º | 2.º | 3.º | 4.º |
| Puntos   | 4   | 3   | 2   | 1   |

| Pos. | Club                             | Trainera   | 1 BER | 2 POR | Puntos |
| ---- | -------------------------------- | ---------- | ----- | ----- | ------ |
| 1    | Samertolameu                     | A Terca    | 1     | 1     | 8      |
| 2    | Getaria-Indaux-Viveros San Antón | Esperantza | 2     | 2     | 6      |
| 3    | Zumaia                           | Telmo Deun | 3     | 3     | 4      |
| 4    | Amegrove                         | Pabliño    | 4     | 4     | 2      |